# Mitchell River (Quesnel River)
Der Mitchell River ist ein rechter Nebenfluss des Quesnel River im Cariboo Regional District in der kanadischen Provinz British Columbia.

## Verlauf
Das Quellgebiet des Mitchell River befindet sich in den Cariboo Mountains an der Südwestflanke des 2421 m hohen Mount Lunn. Der Mitchell River wird auf einer Höhe von 1050 m von mehreren bis zu 5 km langen gletschergespeisten Quellbächen gebildet. Der Mitchell River fließt anfangs etwa 2 km nach Süden und wendet sich im Anschluss 6 km nach Westen und mündet in das obere Ende des Mitchell Lake. Schon nach wenigen Metern mündet der Graham Creek, der den Abfluss des Graham Lake bildet, linksseitig in den Mitchell River. Der Mitchell River verlässt den 16 km langen 930 m hoch gelegenen Mitchell Lake an dessen westlichem Ende. Er fließt noch 
weitere 20 km, anfangs ein kurzes Stück nach Norden und Westen, schließlich auf den unteren 16 Kilometern nach Süden. Er mündet schließlich in das Kopfende des North Arm, eine langgestreckte Bucht des Quesnel Lake. Infolge der vom Fluss mitgeführten Sedimente hat sich an der Mündung eine Landzunge entwickelt, die in den North Arm hineinragt. Auf seinem Unterlauf zwischen den beiden Seen fällt der Mitchell River 200 m. Kurz vor der Mündung treffen der Cameron Creek von rechts sowie der Penfold Creek von links auf den Mitchell River.

## Hydrologie
Der mittlere Abfluss am Ausfluss aus dem Mitchell Lake beträgt 12,3 m³/s. Das Einzugsgebiet des Abflusspegels beträgt 245 km². In den Monaten Juni, Juli und August führt der Fluss die größten Wassermengen. Der größte monatliche mittlere Abfluss tritt im Juni mit 23,2 m³/s auf.

## Einzugsgebiet
Das etwa 560 km² große Einzugsgebiet des Mitchell River grenzt im Norden an das des Cariboo River sowie im Südosten an das des Niagara Creek, ein weiterer Zufluss des Quesnel Lake. Von der Fläche entfallen etwa 194 km² auf das Einzugsgebiet des Penfold Creek, der 3 km oberhalb der Mündung des Mitchell River auf diesen trifft. Das Einzugsgebiet des Mitchell River ohne seine beiden Zuflüsse Penfold Creek und Cameron Creek liegt innerhalb des Cariboo Mountains Provincial Parks.

## Namensgebung
Benannt wurde der Fluss und weitere geographische Objekte in der Umgebung nach Captain Isaiah Mitchell, der 1861 nach Cariboo zog, anfangs im Bergbau aktiv war und später als Weg- und Brückenbauer in dem Gebiet tätig war.